# Fetești, Iași
Fetești este un sat în comuna Scobinți din județul Iași, Moldova, România.